# Esko Ranta
Esko Ranta (ur. 14 stycznia 1947) – piłkarz fiński grający na pozycji obrońcy. W swojej karierze rozegrał 68 meczów w reprezentacji Finlandii.

## Kariera klubowa
Swoją karierę piłkarską Ranta rozpoczął w klubie Tampereen Ilves. W 1965 roku awansował do kadry pierwszego zespołu i wtedy też zadebiutował w jego barwach w pierwszej lidze fińskiej. W FC Ilves występował do końca sezonu 1969. Po sezonie odszedł do innego klubu z Tampere, TPV Tampere. W TPV występował przez trzy lata.
W 1973 roku Ranta przeszedł z TPV do Haki. W sezonie 1977 wywalczył z Haką zarówno tytuł mistrza Finlandii, jak i Puchar Finlandii. W 1982 roku po raz drugi w karierze sięgnął po krajowy puchar. W zespole Haki Ranta występował do końca 1984 roku i wtedy też zakończył karierę w wieku 37 lat.
| Sezon | Klub            | Kraj      | Rozgrywki     | Mecze | Bramki |
| ----- | --------------- | --------- | ------------- | ----- | ------ |
| 1965  | Tampereen Ilves | Finlandia | Veikkausliiga | 1     | 0      |
| 1966  | Tampereen Ilves | Finlandia | Veikkausliiga | 22    | 3      |
| 1967  | Tampereen Ilves | Finlandia | Veikkausliiga | 21    | 1      |
| 1968  | Tampereen Ilves | Finlandia | Veikkausliiga | ?     | ?      |
| 1969  | Tampereen Ilves | Finlandia | Veikkausliiga | 21    | 1      |
| 1970  | TPV Tampere     | Finlandia | Veikkausliiga | ?     | ?      |
| 1971  | TPV Tampere     | Finlandia | Veikkausliiga | 26    | 1      |
| 1972  | TPV Tampere     | Finlandia | Veikkausliiga | 22    | 0      |
| 1973  | FC Haka         | Finlandia | Veikkausliiga | 22    | 1      |
| 1974  | FC Haka         | Finlandia | Veikkausliiga | 22    | 0      |
| 1975  | FC Haka         | Finlandia | Veikkausliiga | 22    | 0      |
| 1976  | FC Haka         | Finlandia | Veikkausliiga | 22    | 0      |
| 1977  | FC Haka         | Finlandia | Veikkausliiga | 22    | 0      |
| 1978  | FC Haka         | Finlandia | Veikkausliiga | 22    | 0      |
| 1979  | FC Haka         | Finlandia | Veikkausliiga | 29    | 0      |
| 1980  | FC Haka         | Finlandia | Veikkausliiga | 29    | 0      |
| 1981  | FC Haka         | Finlandia | Veikkausliiga | 29    | 0      |
| 1982  | FC Haka         | Finlandia | Veikkausliiga | 29    | 4      |
| 1983  | FC Haka         | Finlandia | Veikkausliiga | 29    | 1      |
| 1984  | FC Haka         | Finlandia | Veikkausliiga | 26    | 1      |

## Kariera reprezentacyjna
W reprezentacji Finlandii Ranta zadebiutował 15 października 1969 w przegranym 0:6 meczu eliminacji do MŚ 1970 z Hiszpanią, rozegranym w La Línea de la Concepción. W swojej karierze grał też w: eliminacjach do Euro 72, MŚ 1974, Euro 76, MŚ 1978, Euro 80 i MŚ 1982. Od 1969 do 1980 roku rozegrał w kadrze narodowej 68 meczów.